# قلعة تشاه كوتاه (حومة بوشهر)
قلعة تشاه کوتاه (بالفارسية: قلعه چاه‌کوتاه) هي قرية تقع في إيران في منطقة مركزية ريفية. يقدر عدد سكانها بـ 349 نسمة بحسب إحصاء 2016.